# Карбон (округ, Юта)
Шаблон:StateAbbr_ 39°38′ пн. ш. 110°35′ зх. д. / 39.64° пн. ш. 110.58° зх. д.
Округ Карбон (англ. Carbon County) — округ (графство) у штаті Юта, США. Ідентифікатор округу 49007.

## Історія
Округ утворений 1894 року.

## Демографія
За даними перепису 2000 року загальне населення округу становило 20422 осіб, зокрема міського населення було 12683, а сільського — 7739. Серед мешканців округу чоловіків було 9981, а жінок — 10441. В окрузі було 7413 домогосподарства, 5379 родин, які мешкали в 8741 будинках. Середній розмір родини становив 3,19.
Віковий розподіл населення поданий у таблиці:
| Стать    | До 15 років | 15-21 | 22-29 | 30-39 | 40-49 | 50-65 | 65-85 | Понад 85 |
| -------- | ----------- | ----- | ----- | ----- | ----- | ----- | ----- | -------- |
| Чоловіки | 2367        | 1379  | 976   | 1114  | 1602  | 1390  | 1030  | 123      |
| Жінки    | 2338        | 1502  | 919   | 1202  | 1510  | 1417  | 1325  | 228      |

## Суміжні округи
- Дюшен — північ
- Юїнта — схід
- Емері — південь
- Санпіт — захід
- Юта — північний захід

## Виноски
1. ↑  US Decennial Census. US Census Bureau. Архів оригіналу за 26 квітня 2015. Процитовано 27 березня 2015.
2. ↑  Historical Census Browser. University of Virginia Library. Архів оригіналу за 11 серпня 2012. Процитовано 27 березня 2015.
3. ↑  Forstall, Richard L., ред. (27 березня 1995). Population of Counties by Decennial Census: 1900 to 1990. US Census Bureau. Архів оригіналу за 3 квітня 2015. Процитовано 27 березня 2015.
4. ↑  Census 2000 PHC-T-4. Ranking Tables for Counties: 1990 and 2000 (PDF). US Census Bureau. 2 квітня 2001. Архів оригіналу (PDF) за 18 грудня 2014. Процитовано 27 березня 2015.
5. ↑  State & County QuickFacts. Бюро перепису населення США. Архів оригіналу за 21 лютого 2016. Процитовано 29 грудня 2013.(англ.) Наведено за англійською вікіпедією.
6. ↑  American FactFinder. Бюро перепису населення США. Архів оригіналу за 29 липня 2011. Процитовано 31 січня 2008.

| США | Це незавершена стаття з географії США. Ви можете допомогти проєкту, виправивши або дописавши її. |